# Port lotniczy Juan Vicente Gómez
Aeropuerto Internacional Juan Vicente Gómez – port lotniczy zlokalizowany w miejscowości San Antonio del Táchira w Wenezueli.